# Список радіостанцій в Україні
Список радіостанцій ефірного мовлення доступних в Україні за типом мовлення і діапазоном частот ефіру.

## Ефірне (радіочастотне)

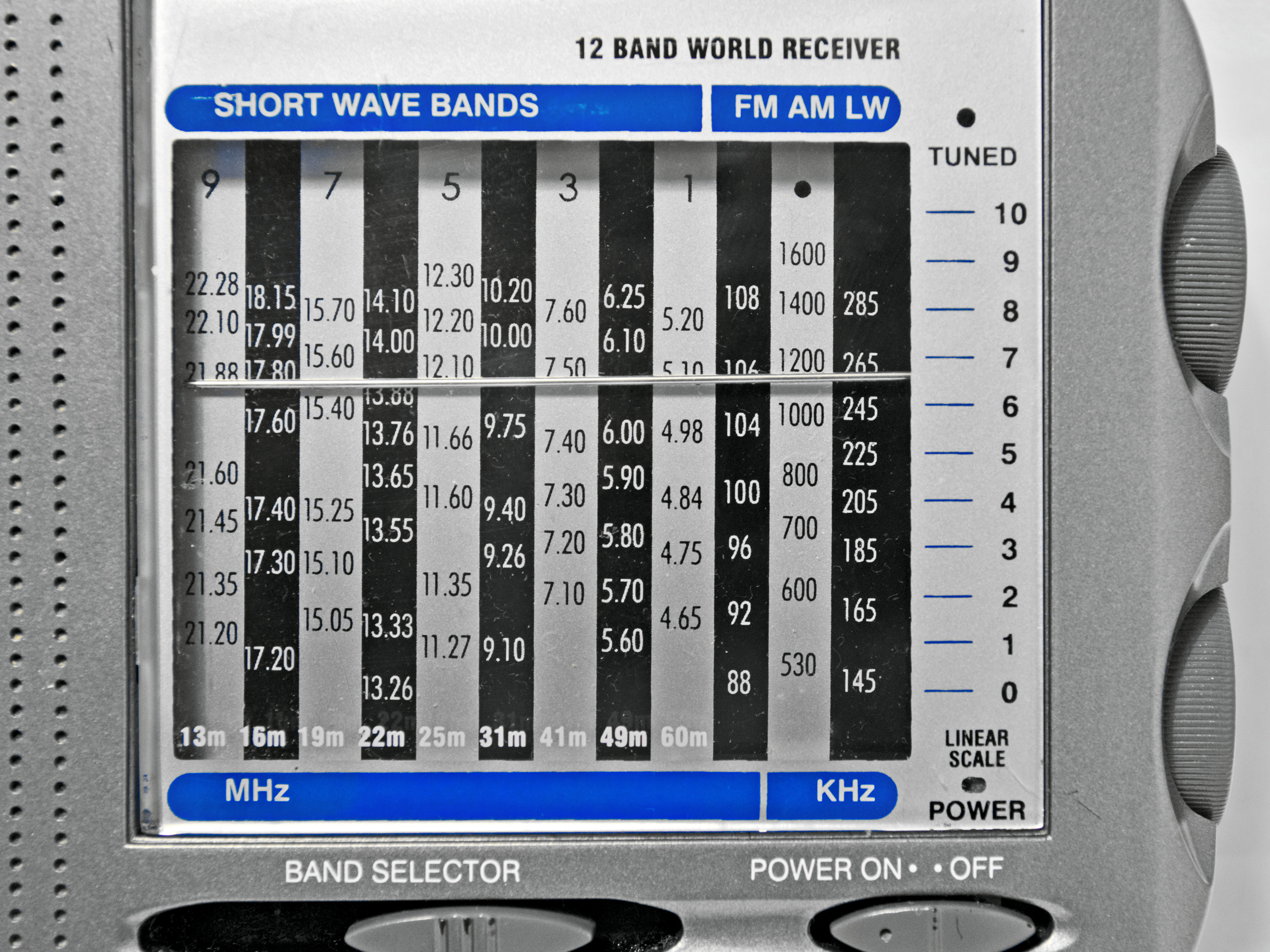
Діапазони частот радіоприймача

### Ультракороткохвильове (УКХ, FM, ЧС)
УКХ-станції в режимі FM мовлять у радіусі до 30..100 кілометрів від передавача, розміщеного зазвичай у містах районного та обласного значення.

У різних містах та районах України одна й та сама FM-радіостанція може мовити на різних частотах в межах від 64..108 МГц.
У прикордонних регіонах України можуть бути доступні FM-радіостанції розташовані у прикордонних регіонах країн-сусідів (Польщі, Словаччини, Угорщини, Румунії, Молдови, Болгарії, Білорусі та РФ). Також влітку можливо почути FM станції розміщені за сотні або й тисячі кілометрів.
УКХ діапазон в межах 144..146 МГц та 430..440 МГц використовується радіоаматорами. Аварійний радіоаматорський і цивільний зв'язок в УКХ для побутових рацій без необхідності ліцензії радіоаматора (наприклад, Quansheng UV-K6, Baofeng UV-5R, тощо):
- PMR 7-й канал — 446.08125 МГц[10][11][12]

### Цифрове (DAB/DAB+)

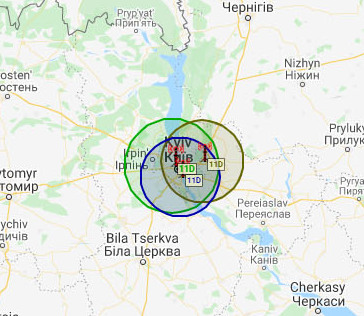
Покриття DAB+ у Київській області

Цифрове мовлення DAB/DAB+ в УКХ діапазоні в Європі витісняє FM-мовлення, а в Україні експериментально впроваджено лише в місті Київ та околицях.
Станом на 2025, у форматі DAB+ у Києві мовило 7 станцій.
- DAB+ канал 11D:
  - ARMY FM
  - PRIYAMIY FM
  - PROSTO RADIO
  - MARIA
  - UA:RADIO PROMIN
  - UA:RADIO KULTURE
  - UKRAINSKE RADIO

### Короткохвильове (КХ, SW)
КХ-станції мовлять на значні відстані завдяки відбиванню від іоносфери землі та використовуються для оповіщення у разі катастроф чи війн, а також цей діапазон використовують радіоаматори. Дистанція від передавача може бути сотні кілометрів, а за сприятливих погодніх умов і тисячі кілометрів.
- 15.73 МГц (15730 кГц / 15735 кГц) — Всесвітня служба Бі-Бі-Сі[24][25][26] (13:00-15:00 GMT)
- 13.73 МГц (13730 кГц) — Österreichischer Rundfunk[25][27] (0600 UTC)
- 11.82 МГц (11815 кГц) — Радіо Ватикану[28][29]
- 9.71 МГц (9710 кГц) —
- 6.15 МГц (6155 кГц) — Österreichischer Rundfunk (1100 UTC)
- 5.94 МГц (5940 кГц) — Österreichischer Rundfunk (1700 UTC)
- 5.87 МГц (5875 кГц) — Всесвітня служба Бі-Бі-Сі (20:00-22:00 GMT)

Докладніше: Список радіостанцій на коротких хвилях.

### Середньохвильове (СХ, AM, MW)
СХ-станції мовлять на значні відстані, але найкращий сигнал з вечора до ранку.
Станом на 2025, в Україні єдина AM-передавач ретранслює Українське радіо, а також мовлення українською по кілька годин здійснються з передавачів в інших країнах в межах ефіру основної радіостанції.
- 1278 кГц[32][33][34] — Українське радіо[24][35][36] (цілодобово)
- 1386 кГц[37][38] — погодинна ретрансляція[39][40]:
  - Українське радіо/Radio Ukraine International (00:00-06:30 за Київським часом)
  - Радіо Свобода — мовлення припинено з червня 2025[41]
  - Німецька хвиля
  - NHK World
  - Польське Радіо для Закордону
- 1377 кГц — ТрансСвітове Радіо — Україна (20:00-23:30)
- 1422 кГц — Свобода FM (Чернігів) — мовлення припинено з 2022
- Всесвітня служба Радіо Румунія

### Довгохвильове (ДХ, LW)
ДХ-станції мовлять на частотах нижче 300 кГц на значні відстані у будь-яку пору доби. Станом на 2025, в Україні відсутні власні ДХ-станції.
- 153 кГц — Radio România Actualități
- 225 кГц — Перший канал Польського радіо[44]

## Супутникове
Станом на 2025, усі канали Українського радіо доступні через супутник Astra 4A (4,8 E) з наступними налаштуваннями тюнера супутникового телебачення (потрібно перемкнути в режим "Radio"):
- Частота – 12 130 МГц
- Поляризація – вертикальна (V)
- Символьна швидкість – 27,500 Мсимв/с
- Предкорекція помилок (FEC) – ¾ (три чверті)

## Онлайн (Інтернет)
Онлайн-станції доступні з будь-якого пристрою з доступом до Інтернет.
Станом на 2025, в Україні ефірні та інтернет-станції надають мовлення через свої вебсайти (з допомогою Icecast) або мобільні застосунки.
- suspilne.radio — сайт і мобільний застосунок Українського радіо[24].
  - http://radio.ukr.radio:8000/ur1-mp3-m — УР1
  - http://radio.ukr.radio:8000/ur4-mp3-m — УР4
- RadioPlayer[en] — український сайт[47] і мобільний застосунок[48][49] для прослуховування українських онлайн-радіостанцій[50][51], доступний для абонентів Kyivstar, Vodafone, Lifecell без додаткової плати за інтернет-трафік[52][53][54][55].
- Radiomap.eu (Worldradiomap.com) — каталог радіостанцій у містах різних країн у різних діапазонах та онлайн-радіо[56].
- TuneIn[en] — каталог і мобільний застосунок для прослуховування онлайн-радіостанцій з усього світу.
- SHOUTcast[en] — каталог радіостанцій[57].
- Icecast directory — каталог радіостанцій які використовують Icecast[en] від Xiph.Org.
- Surfmusic.de — каталог радіостанцій у різних країн[58].
- FMstream.org —  каталог радіостанцій у різних країн[59] та каталог подібних сайтів[60].
- Radio-Browser.info — вікі-сайт[61] який збирає і надає URL-адреси стрімів онлайн-радіо зі всього світу. Є велика кількість мобільних застосунків і комп'ютерних програм (медіаплеєрів) які можуть використовувати API сайту RadioBrowser для пошуку стрімів станцій[62], а також подібні до RadioPlayer і TuneIn вебсайти для відтворення онлайн[63].

## Дротове (абонентське)
З 2019, національна мережа дротового радіо в Україні вважається застарілою і працює відокремлено лише в деяких містах та віддалених регіонах, а мовлення обласних філій Українського радіо та місцевих радіостанцій перейшло на ефірне радіомовлення в УКХ/FM, DAB+, СХ та онлайн через Інтернет.
Станом на 2025, «Укртелеком» продовжує надавати послуги проводового радіо існуючим абонентам.
При доступі до онлайн-радіо через стаціонарний проводовий або оптоволоконний Інтернет таке радіо можна вважати дротовим.

## Дивіться також
- Alerts.in.ua — сайт і мобільний застосунок повітряних тривог в Україні
- Список телеканалів України
- Радіостанції України
- Радіомовлення в Україні